# Leandro Yépez
Leandro Yépez (n. Mocache, Ecuador; 1 de febrero de 1992) es un futbolista ecuatoriano. Juega como delantero y su actual equipo es Atlético Santo Domingo de la Serie B de Ecuador.

## Trayectoria
Comenzó jugando en las inferiores del Club Social Cultural y Deportivo Quevedo en 2004, en 2010 pasó a formar parte de la reserva del club Independiente del Valle donde a lo largo de 3 años tuvo un total de 120 participaciones, anotando 33 goles. Para el 2014 fue traspasado al Club Deportivo Clan Juvenil donde disputó 34 partidos entre el campeonato provincial de Pichincha y el Campeonato Ecuatoriano de Fútbol Sub-25 de Segunda Categoría. Luego de su paso por el equipo de Pichincha, llegó el 2016 al Club Técnico Universitario donde solo fue partícipe de 2 encuentros disputados con el equipo de mayores y luego al ser enviado al equipo de menores jugando un partido. Para 2017 llega al Club Social y Deportivo Audaz Octubrino donde disputó 36 partidos y logró anotar 23 goles, aportando para que su equipo logre el subcampeonato de la Segunda Categoría de El Oro.
Ya para 2019 sería una pieza clave para el Chacaritas Fútbol Club, fundamental para lograr el ascenso a la Serie B de Ecuador disputando la cantidad de 26 partidos anotando 13 goles para el equipo, coronándose campeones del campeonato de Segunda Categoría de Ecuador 2019. En 2020 luego de salir del equipo de Tungurahua, llegó al conjunto del Cumbayá Fútbol Club donde quedó campeón del campeonato provincial de Pichincha y por consiguiente el subcampeonato en la Segunda Categoría de Ecuador 2020, disputando un total de 16 juegos y anotando 4 tantos. Ya en 2020 pasó a formar parte de las filas de Sociedad Deportivo Quito jugando el campeonato provincial de Pichincha donde disputó un total de 10 encuentros anotando 2 tantos.
Para la temporada 2022 fichó de nuevo por el Cumbayá Fútbol Club que se estrena en la Serie A de Ecuador como equipo recién ascendido. A mitad de año rescindió contrato con el club capitalino y fichó por el Atlético Santo Domingo de la Serie B de Ecuador.

## Clubes
- Actualizado el 20 de mayo de 2022.

| Club                              | País          | Año           | PJ  | Goles |
| --------------------------------- | ------------- | ------------- | --- | ----- |
| Independiente del Valle (Reserva) | Ecuador       | 2010-2013     | 120 | 33    |
| Clan Juvenil                      | Ecuador       | 2014-2015     | 34  | 26    |
| Anaconda F. C.                    | Ecuador       | 2015          | 15  | 28    |
| Técnico Universitario             | Ecuador       | 2016          | 3   | 1     |
| Audaz Octubrino                   | Ecuador       | 2017-2018     | 36  | 23    |
| Chacaritas F. C.                  | Ecuador       | 2019          | 26  | 13    |
| Cumbayá F. C.                     | Ecuador       | 2020          | 16  | 4     |
| Deportivo Quito                   | Ecuador       | 2021          | 10  | 2     |
| Cumbayá F. C.                     | Ecuador       | 2022          | 12  | 1     |
| Atlético Santo Domingo            | Ecuador       | 2022-act.     | 0   | 0     |
| Total carrera                     | Total carrera | Total carrera | 272 | 131   |